# Absonemobius
Absonemobius is een geslacht van rechtvleugeligen uit de familie krekels (Gryllidae). De wetenschappelijke naam van dit geslacht is voor het eerst geldig gepubliceerd in 1993 door Desutter-Grandcolas.

## Soorten
Het geslacht Absonemobius omvat de volgende soorten:
- Absonemobius alatus Otte, 2006
- Absonemobius guyanensis Desutter-Grandcolas, 1993
- Absonemobius minor Desutter-Grandcolas, 1993
- Absonemobius nauta Desutter-Grandcolas, 1993
- Absonemobius niger Desutter-Grandcolas, 1993
- Absonemobius tessellatus Desutter-Grandcolas, 1993